# Казаков, Сергей Владимирович
Серге́й Влади́мирович Казако́в (род. 20 августа 1966, Саратов, СССР) — советский и российский актёр театра, театральный менеджер, народный артист Российской Федерации (2023), художественный руководитель Пензенского областного драматического театра им. А. В. Луначарского (c 2010).

## Биография
Родился 20 августа 1966 года в Саратове.
В 1987 году окончил театральный факультет Саратовской государственной консерватории им. Л. В. Собинова (курс народной артистки России Р. И. Беляковой) и три года работал в Смоленском областном театре драмы.
В Пензенский областной драматический театр пришёл в 1990 году. Сразу активно ввёлся в репертуар и скоро прочно занял в труппе место молодого характерного героя. Ярко раскрылся талант Казакова в классической комедии. Роли Фигаро в «Севильском цирюльнике» (1996) и «Женитьбе Фигаро» (1997) по пьесам Бомарше пензенские и московские рецензенты называли его лучшими работами, писали об его «высокой театральной культуре», о «многогранности художественных приспособлений, проявляющихся на уровне мастерства».
В 1996 году, вслед за премьерой «Цирюльника», на Пензенском телеэкране появилась авторская программа «Клуб Фигаро», в которой Казаков знакомил зрителя с выдающимися людьми — самыми разными по роду деятельности.
В 2005 году Казакову было присвоено почётное звание «Заслуженный артист России».
В сентябре 2010 года он назначен художественным руководителем Пензенского областного драматического театра.
Является президентом Международного фестиваля региональных театров России и стран СНГ «Театральный дивертисмент», проходящего в Израиле с 2011 года.
В 2011—2015 гг. был членом Общественной палаты Пензенской области.
В 2012—2017 гг. был доверенным лицом Президента России В. В. Путина.
С июня 2015 по сентябрь 2017 являлся депутатом Законодательного собрания Пензенской области.
22 февраля 2019 года избран сопредседателем Пензенского регионального отделения Общероссийского народного фронта.
9 марта 2023 года возглавил комиссию Стратегического Совета Пензенской области по направлению «Образование, культура и спорт».
C января 2017 — преподаваталь в Московском институте театрального искусства: профессор по кафедре «Мастерство актёра», мастер курса на специальности «Актёрское искусство» факультета драматических искусств.
Создатель и руководитель лаборатории актерского мастерства «Первая скрипка» (действует с 2015).
Фронтмен пензенской рок-группы «Отец и Сын», созданной им в 2022 году вместе с Сергеем Самойловым.
В 2024 году являлся доверенным лицом кандидата в президенты России Владимира Путина.
В сентябре 2024 года избран депутатом Пензенской городской думы от партии «Единая Россия».

## Звания и награды
- Народный артист Российской Федерации (27 марта 2023) — за большие заслуги в развитии театрального и кинематографического искусства[2]
- Заслуженный артист Российской Федерации (2005)[4]
- Медаль «За укрепление боевого содружества» (2008)[11]
- Фестиваль «Старейшие театры России в Калуге» (2024) — лучшая мужская роль («Мёртвые души»)[12]

## Творчество

### Роли в театре
Смоленский государственный драматический театр имени А. С. Грибоедова
Пензенский областной драматический театр имени А. В. Луначарского
- Вальпургиева ночь, или Шаги Командора (В. Ерофеев) — Серёжа
- Московские каникулы (А. Кузнецов) — Алёша Жданович
- Дульсинея Тобосская (А. Володин) — Маттео
- Все в дураках (Ч. Чепмен) — Курио
- Крошка (Ж. Летраз) — Жак
- Пеппи Длинныйчулок (А. Линдгрен) — Томми
- Акселераты, или Помолвка в 9 «А» (С. Ласкин) — Валерик Гусаров
- Буря (У. Шекспир) — Себастьян
- Борис Годунов (А. Пушкин) — Юродивый
- Квадратура круга, или Кто же тут на ком женатый? (В. Катаев) — Абрам
- Ромео и Джульетта (У. Шекспир) — Бенволио
- Стены древнего Кремля (А. Железцов) — Вадим
- Долли! (Т. Уайлдер) — Барнаби Такер
- Ромео и Джульетта (У. Шекспир) — Бенволио
- Замок Броуди (А. Кронин) — Дрон
- Волки и овцы (А. Островский) — Мурзавецкий
- Тётушка Мэйми (Д. Лоуренс, Р. Ли) — Ито
- Касатка (А. Н. Толстой) — князь Бельский
- Золотой ключик (В. Ивлев по А. Н. Толстому) — Буратино
- Мастер и Маргарита (М. Булгаков) — Коровьев-Фагот
- Севильский цирюльник, или Тщетная предосторожность (Бомарше) — Фигаро
- Гарольд и Мод (К. Хиггинс) — Гарольд Чейзен
- Сон в летнюю ночь (В. Шекспир) — Деметрий
- Чужой ребёнок (В. Шкваркин) — Сенечка Перчаткин
- Безумный день, или Женитьба Фигаро (Бомарше) — Фигаро
- Укрощение строптивой (В. Шекспир) — Грумио
- Василиса Прекрасная (Г. Соколова) — Ивашка
- Маленькие трагедии (А. Пушкин) — Лепорелло
- Дима + Катя (Р. Белецкий) — Вася
- Женщина с моря (Г. Ибсен) — Люнгстранн
- Тифлисские свадьбы (А. Цагарели) — Котэ
- Wolfgang (Е. Исаева, В. Поплавский) — Моцарт
- На дне (М. Горький) — Актёр
- Иванов (А. Чехов) — Косых
- Вадим (А. Гуляев по М. Лермонтову) — Вадим
- Поминальная молитва (Г. Горин) — Менахем-Мендл
- Прошу не беспокоить! (Ф. Вебер) — Франсуа Пиньон
- Призраки (Э. де Филиппо) — Альфредо Марильяно
- Как сбагрить дочку замуж (Н. Гусаров) — Август Фиш
- Деревья умирают стоя (А. Касона) — Маурисьо
- Слишком женатый таксист (Р. Куни) — Джон Смит
- Слуга двух господ (К. Гольдони) — Труффальдино
- Ужин дураков (Ф. Вебер) — Франсуа Пиньон
- Люкс № 13 (Р. Куни) — Джордж Пигден
- Ревизор (Н. Гоголь) — Городничий
- На всякого мудреца довольно простоты (А. Островский) — Глумов
- Жизнь прекрасна! (А. Чехов) — Толкачов Иван Иваныч, дачник
- Плутни Скапена (Мольер) — Скапен
- Куклы (В. Белякович) — Пигмалион 2
- Господа Головлёвы (М. Салтыков-Щедрин) — Порфирий Головлёв (Иудушка)
- Месье Амилькар (И. Жамиак) — Александр Амилькар
- Герой нашего времени (М. Лермонтов) — Первый (за Печорина, за Грушницкого, за Вернера, за Драгунского капитана)
- Бедность не порок (А. Островский) — Гордей Карпыч Торцов
- Легко ли выйти замуж в Пензе? (Е. Исаева) — в роли художественного руководителя
- Клинический случай (Р. Куни) — доктор Дэвид Мортимер
- Тристан и Изольда (И. Гагаринов) — Морольд
- Смешные деньги (Р. Куни) — инспектор Слейтон
- Крошка (Ж. Летраз) — Эдмонд Фонтанж
- Кабала святош (М. Булгаков) — Мольер
- Сублимация любви (А. де Бенедетти) — Леоне Саваста
- В зале есть врач? (Е. Трусевич) — за А. С. Пушкина и М. А. Булгакова
- Васса и другие (М. Горький) — Прохор Борисович Храпов
- Свадьба Кречинского (А. Сухово-Кобылин) — Михаил Васильич Кречинский
- Валентин и Валентина (М. Рощин) — Прохожий
- Мертвые души (М. Булгаков по Н. Гоголю) — Павел Иванович Чичиков
- Конец бессмертию! (по пьесе К. Чапека «Средство Макропулоса») — адвокат Коленатый
- Гамлет. Эпизоды (по трагедии У. Шекспира) — Клавдий

### Режиссерские работы
- Р. Куни. Смешные деньги (2015)
- А. де Бенедетти. Сублимация любви (2016)
- Р. Куни. Люкс № 13 (новая редакция, 2018)
- Д. Черчилль. Декоратор (2019)